# Formigueiro-de-barriga-preta
Formigueirinho-de-barriga-preta ou formigueiro-de-barriga-preta (Formicivora melanogaster) é uma espécie de ave da família Thamnophilidae.
Pode ser encontrada nos seguintes países: Bolívia, Brasil e Paraguai.
Os seus habitats naturais são: florestas secas tropicais ou subtropicais .